# Binary Domain
Binary Domain est un jeu d'action/aventure style TPS développé par Ryu ga Gotoku Studio et édité par Sega, sorti le 24 février 2012 sur PlayStation 3 et Xbox 360. La version PC est disponible depuis le 27 avril 2012.

## Synopsis
L'histoire se déroule dans le Japon futuriste, à Tokyo, en 2080. Les robots ont pris une grande importance dans le quotidien de cette société autarcique depuis la hausse du niveau des océans qui a causé d'énormes dégâts. Alors que l'entreprise robotique américaine Bergen est la cible d'une attaque d'un androïde extrêmement perfectionné, les soupçons mènent à une entreprise japonaise nommée Amada.
Le joueur incarne Dan Marshall, un ancien soldat des forces spéciales américaines, au sein une équipe de choc multinationale (appelée « casseurs ») qui a pour but d'enquêter secrètement au nom de l'IRTA (l'agence internationale de réglementation robotique) sur les agissements de cette société. Ceci ne plait pas au gouverneur japonais qui ne supporte aucune ingérence extérieure. Le joueur devra par la suite lutter contre l'armée régulière et les différents services de sécurité composés de droïdes déchaînés.

## Personnages
- Dan Marshall (VF : Raphaël Cohen) : ancien sergent des forces spéciales américaines, il a acquis son surnom de « le Survivant » lors de ses missions risquées. Sert l'IRTA avec ardeur car déteste les robots depuis l'enfance. Vantard, sûr de lui, il s'arrange toujours pour montrer sa maîtrise de la situation dans l'action. Fait partie de la classe « assaut » dans le jeu.

- Roy Boateng (VF : Daniel Lobé) : ancien sergent des forces spéciales américaines et équipier de Dan. Véritable colosse, « Big Bo » excelle dans l'appui lourd. Il appartient à la classe « mastodonte ».

- Charles Gregory (VF : Alexis Tomassian) : commandant de l'unité multinationale de l'IRTA envoyée pour enquêter. Soldat britannique ayant appartenu au MI6, « Charlie » désapprouve l'attitude et la façon de servir de Dan. Fait partie de la classe « commando ».

- Rachael Townsend (VF : Barbara Beretta) : adjoint de Charlie. Spécialiste britannique des explosifs et du corps à corps. Appartient à la classe « sapeur ».

- Faye Lee (VF : Véronique Piccioto ?) : tireur d'élite de l'armée de libération populaire de Chine. Envoyée avec 2 subordonnées qui périssent avant d'entrer en contact avec l'équipe de l'IRTA. Elle critique souvent les manières déplacées de Dan. Appartient à la classe « éclaireur ».

- Akira Shindo (VF : Marc Saez) : Chef de la résistance qui lutte contre le pouvoir japonais en place. Aide l'équipe à atteindre l'usine Amada. Ce personnage de la classe « soldat » disparaît dans la casse de l'usine de robot.

- Cain (VF ?): robot de défense français type CN-7. Accompagne Jean et devient un élément à part entière de l'équipe malgré la méfiance de Dan envers lui. Véritable passe partout et bon tireur, il appartient à la classe « mastodonte ».

- Jean (VF ?) : chef de l'équipe française. Il décède dès son apparition lors d'une poursuite avec la police japonaise.

- Mifune (VF ?) : parrain de la pègre locale Yakuza et contact de Charlie. Il aide l'équipe à accéder à la ville haute moyennant finance. Il disparaît lors d'une attaque des robots contre le QG de la résistance.

- Yuki (VF ?) : adolescente travaillant pour Mifune. Elle mènera l'équipe de l'ancienne ville au repaire de son patron. Très espiègle, elle les escortera également jusqu'au égouts menant à la nouvelle ville.

- Kurosawa (VF ?) : policier japonais, il traque l'équipe de l'IRTA qui agit illégalement. Fera temporairement partie de l'équipe lors de l'intrusion dans l'usine Amada.

- Yoji Amada (VF : Jean Barney) : génie de la robotique, il fut victime du vol de ses technologies par la société Bergen. Incapable de prouver le vol et ruiné, il s'est isolé du monde pour se consacrer à ses recherches. Il est soupçonné de contrevenir à l'article 21 de la nouvelle convention de Genève en ayant créé des robots d'apparence humaine.

## Système de jeu
L'action en escouade s'appuie beaucoup sur la reconnaissance vocale (qui peut être désactivée et remplacée par des touches d'action) pour permettre aux joueurs dotés d'un micro (ou de Kinect sur Xbox 360) de donner des ordres à leurs coéquipiers sur le champ de bataille. Ce procédé a pour but de renforcer le lien virtuel établi entre le joueur et son équipe, ce qui a une incidence directe sur le déroulement des événements. Un arsenal de 30 armes est disponible : fusils d'assaut, pistolets, armes d'appui lourds, fusils mitrailleurs, grenades diverses… Le jeu emprunte une vue à la troisième personne et système de couverture devant les surfaces qui le permettent.
Les dialogues prennent de l'importance dans le jeu par le système de confiance. Chaque coéquipier de Dan possède une jauge de confiance qui se remplie en fonction de ses actions d'éclat et des réponses qu'il fournit lors des dialogues. Au contraire, le tir allié ou une attitude irrespectueuse fera baisser celle-ci. Lorsque la confiance est au plus bas, les coéquipiers se désintéresseront de Dan sur le champ de bataille et l'histoire en sera modifiée.
- Confiance basse de Roy Boateng : lors de l'affrontement final, Bo trahira Dan.
- Confiance basse de Cain : il ne se joindra pas à l'équipe lors de l'affrontement final, ce qui causera la mort de Bo.

Dan peut donner des ordres (bien qu'il ne soit pas le chef d'équipe) : il peut mener un assaut, faire tomber en garde son groupe, faire ouvrir le feu ou bien demander un tir de couverture. Durant les phases sans ennemis, il peut mener un dialogue à base de félicitations ou, au contraire, d'insultes.
À noter que le jeu possède un mode multijoueur mais pas de mode coopératif.

## Développement
Le jeu a été annoncé le 1er décembre 2010 par Toshihiro Nagoshi (créateur de la série Yakuza, ayant également travaillé sur Shenmue, Daytona USA, Super Monkey Ball, F-Zero GX…) et partageait son excitation au sujet du dynamisme, de  l'intelligence artificielle et du scenario du jeu, qui devrait être selon lui d'un plus haut niveau que les jeux du même genre. À noter qu'une option de jeu en ligne sera également de la partie. La version PC fut annoncée fin mars 2012 et fut disponible aussi bien en téléchargement qu'en boite.

## Accueil
Le jeu a été globalement bien accueilli par la presse spécialisée :
- Famitsu : 35/40[3]
- Gamekult : 6/10[4]
- Jeuxvideo.com : 15/20[5]

Le doublage en français a attiré l'attention. Il est qualifié de « cocasse » par Gamekult. Jeuxvideo.com note dans son test le « superbe accent marseillais du président américain ».